# Elizabeth Inchbald
Elizabeth Simpson Inchbald (Stanningfield, 15 de octubre de 1753-Kensington, 1 de agosto de 1821) fue una novelista, actriz y dramaturga inglesa.

## Biografía
Nacida el 15 de octubre de 1753 en Standingfield, cerca de Bury St Edmunds (Suffolk), fue la octava de nueve hijos de John Simpson (fl. 1761), un granjero (quien murió cuando ella tenía ocho años), y su esposa Mary Rushbrook. La familia, al igual que otros en el barrio, era católica. Fue educada con sus hermanas en casa.

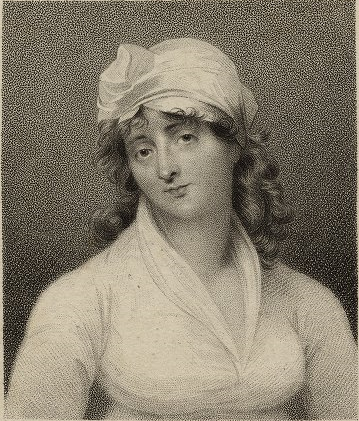
Retrato por Samuel Freeman (1807).

En abril de 1772, a la edad de 18 años, se fue a Londres para actuar en teatros (su hermano George se había convertido en un actor en 1770). Joven y sola, al parecer fue víctima de acoso sexual. Dos meses después, en junio, accedió a casarse con un católico, el actor Joseph Inchbald (1735-1779), posiblemente para obtener parte de la protección que recibía. Se supo que el matrimonio tuvo dificultades. Durante cuatro años, la pareja recorrió Escocia con la compañía teatral de West Digges: una vida exigente. En 1776 se trasladó a Liverpool, y los Inchbald se reunieron con los actores Sarah Siddons y su hermano John Philip Kemble, con lo que se hicieron amigos muy cercanos. Posteriormente, los Inchbald se trasladaron a Canterbury y Yorkshire. Después de la muerte de Joseph en 1779, Elizabeth continuó actuando durante varios años, en Dublín, Londres y otros lugares. Su carrera como actriz, que tenía un éxito moderado, se extendió por diecisiete años y apareció en muchos papeles clásicos, así como en obras nuevas, The Belle's Stratagem de Hannah Cowley.
Entre 1784 y 1805, escribió sus propias piezas teatrales para el público londinense: comedias, dramas sentimentales y farsas (muchas de los cuales eran traducciones del francés). Dieciocho de sus obras fueron publicadas, aunque escribió varias más; el número exacto está en disputa, aunque la mayoría de los comentaristas recientes afirman está entre 21 y 23. Sus dos novelas, A Simple Story (1791) y Nature and Art (1796), han sido reimpresas con frecuencia. También hizo considerable trabajo editorial y crítico. Su inicio literario comenzó con sus escritos a The Artist y Edinburgh Review. Una autobiografía en cuatro volúmenes fue destruida antes de su muerte por consejo de su confesor, pero dejó algunos de sus diarios (los cuales fueron recopilados por J. Boaden y publicados en 1833 en dos volúmenes). Estos últimos se comentan actualmente en la Folger Shakespeare Library de Washington D. C. y una edición se ha publicado recientemente.
Su pieza teatral Lovers' Vows (1798) inspiró a Jane Austen para su novela Mansfield Park.
Seguidora de la política radical de William Godwin y Thomas Holcroft, sus creencias políticas se pueden encontrar más fácilmente en sus novelas que en sus obras debido al ambiente constrictiva de los teatros de patentes del Georgian London. «La vida de Inchbald estuvo marcada por las tensiones entre, por un lado, radicalismo político, una naturaleza apasionada —que evidentemente atrajo a un número de sus admiradores— y el amor por la independencia, y por otro lado, el deseo de respetabilidad social y un fuerte sentido de la atracción emocional de las figuras de autoridad». Murió el 1 de agosto de 1821 en Kensington. Tuvo una disputa pública con Mary Wollstonecraft en 1797, cuando el matrimonio de Wollstonecraft con William Godwin había dejado claro que esta realmente enamorada de Gilbert Imlay, el anciano padre de su hija Fanny. Esto había resentido profundamente a Godwin.
En las últimas décadas, ha sido objeto de creciente interés crítico, sobre todo entre los estudiosos interesados en la escritura de las mujeres.

## Obras
Piezas teatrales
- Mogul Tale; or, The Descent of the Balloon (1784)
- Appearance is against Them (1785)
- I'll Tell you What (1785)
- The Widow's Vow (1786)
- The Midnight Hour (1787)
- Such Things Are (1787)
- All on a Summer's Day (1787)
- Animal Magnetism (¿1788?)
- The Child of Nature (1788)
- The Married Man (1789)
- Next Door Neighbours (1791)
- Everyone has his Fault (1793)
- To Marry, or not to Marry (1793)
- The Wedding Day (1794)
- Wives as They Were and Maids as They Are (1797)
- Lovers' Vows (1798)
- The Wise Man of the East (1799)
- The Massacre (1792) (no terminado)
- A Case of Conscience (publicado en 1833)
- The Ancient Law (no terminado)
- The Hue and Cry (sin publicar)
- Young Men and Old Women (Lovers No Conjurers) (adaptación de Le Méchant; sin publicar)

Novelas
- A Simple Story (1791)
- Nature and Art (1796)

Obra crítica/editorial
- The British Theatre. 25 volúmenes (1806-1809)
- Collection of Farces and Afterpieces. 7 volúmenes (1809)
- The Modern Theatre. 10 volúmenes (1811)